# Boussy-Saint-Antoine
Boussy-Saint-Antoine település Franciaországban, Essonne megyében. Lakosainak száma 7986 fő (2022. január 1.). Boussy-Saint-Antoine Mandres-les-Roses, Périgny, Épinay-sous-Sénart, Quincy-sous-Sénart és Varennes-Jarcy községekkel határos.

## Népesség
A település népességének változása:
| Lakosok száma | 6709 | 7027 | 7351 | 7552 | 7767 | 7983 | 7980 | 7980 | 7986 |
|               | 2013 | 2015 | 2016 | 2017 | 2018 | 2019 | 2020 | 2021 | 2022 |